# Lobt ihn mit Herz und Munde, BWV 220
Lobt ihn mit Herz und Munde, BWV 220 (Lloeu amb el cor i la veu) és una cantata – atribuïda inicialment a Johann Sebastian Bach– per al dia de Sant Joan. Tant l'autor del llibret com el de la música són desconeguts. En el catàleg de Bach correspon a 220/Anh. II 23.

## Discografia seleccionada
- The Apocryphal Bach Cantatas BWV 217-222. Wolfgang Helbich, Steintor Barock Bremen, Alsfelder Vokalensemble, Kai Wessel, Harry Geraerts, Philip Langshaw. (CPO), 1992.